# フランコ・コスタンソ
フランコ・コスタンソ（Franco Costanzo, 1980年9月5日 - ）は、アルゼンチン・コルドバ州リオ・クアルト出身の元同国代表サッカー選手。現役時代のポジションはゴールキーパー。

## 経歴
2000年にCAリーベル・プレートとプロ契約を結び、同年にトップチームデビューを果たした。翌2002年に正GKに選ばれたことから、多くの人々から才能のあるGKと見られるようになったが怪我に悩まされ、復帰するとヘルマン・ルクスが背番号1を着けて正GKの地位を確立していた。2005年、スペインのデポルティーボ・アラベスに移籍した。アラベスではすぐに正GKを任されたが、チームが2部に降格するとホセ・マリア・サルメロン監督からトランスファーリストに載せられたことを聞かされた。
2006年7月、ベテランGKパスカル・ツベルビューラーの後釜として移籍金140万ポンドでスイスのFCバーゼルに加入。2006年7月30日、FCザンクト・ガレン戦でデビューするも失態をしたことで2-3で敗れ、良いスタートをきれなかった。しかし、シーズン後半は復調を見せ、チームの最優秀選手に選ばれた。2007年11月8日、UEFAカップのNKディナモ・ザグレブ戦では、スタディオン・マクシミールの敵対的な雰囲気の中で無失点に抑え、アウェーポイントを獲得に貢献。リーグでは優勝をする等、2007-08シーズンは数多くの賞賛を得た。
2008年7月17日、2008-09シーズンが開幕する前日にキャプテンに任命され、2011年までの契約を更新した。2008年7月18日、キャプテンとして初めて臨んだBSCヤングボーイズ戦は、2-1で勝利しマン・オブ・ザ・マッチに選ばれた。
2009年8月9日、1-1と引き分けたFCチューリッヒ戦後にチームメイトのベグ・フェラティと乱闘を起こした。2人はピッチ上で主張し始めると、フェラティはコスタンソを押しのけ、コスタンソはフェラティの髪を引っ張った。状況がエスカレートする前に他の選手たちは2人を引き離したため大事には至らなかった。その後、クラブから罰金とスイスサッカー協会から3試合出場停止の処分が下った。
バーゼルに在籍した5シーズンでリーグ優勝3回, スイス・カップ優勝3回タイトルを獲得。リーグ戦で141試合を含め公式戦で200試合以上に出場した。また、UEFAチャンピオンズリーグでは2008-09, 2010-11と2シーズン本大会に出場。カンプ・ノウでFCバルセロナ相手に1-1で引き分け、スタディオ・オリンピコでASローマ相手に3-1で勝利するなどアウェーでのビッグクラブ相手に活躍した。2011年5月25日、バーゼルで最後となった試合では、コスタンソの後継者に選ばれたヤン・ゾマーと87分に交代でピッチを後にする際にスタンディングオベーションで見送られた。
2011年6月9日、ギリシャ王者のオリンピアコスFCと3年契約を結ぶことが明らかになり、11日に移籍した。引退した名手アントニス・ニコポリディスの後釜と見られていたが、半年後の2012年1月26日に双方合意で契約が解消された。
2012年5月21日、コスタンソは特に理由を告げず現役引退した。
2013年6月30日、チリのウニベルシダ・カトリカと1年半の契約を結び現役に復帰した。

## 代表
コスタンソは、U-17代表として1997 FIFA U-17世界選手権に全4試合、U-20代表として1999 FIFAワールドユース選手権に全4試合に出場した。2003年のエクアドル代表戦でA代表デビューを果たした。

## プライベート
イタリアの市民権を有する。コスタンソはカルラと結婚し、チロという名の息子が一人と、エマとゾーイの娘が二人いる。3人の子供たち全員がバーゼルで生まれている。

## タイトル
CAリーベル・プレート
- プリメーラ・ディビシオン (アルゼンチン) : 2001-02C, 2002-03C, 2003-04C

FCバーゼル
- スーパーリーグ : 2007-08, 2009-10, 2010-11
- スイス・カップ : 2006-07, 2007-08, 2009-10

オリンピアコスFC
- ギリシャ・スーパーリーグ : 2011-12
- ギリシャ・カップ 2011-12

ウニベルシダ・カトリカ
- プリメーラ・ディビシオン (チリ) : 2015-16C, 2016-2017A
- スーペルコパ・デ・チレ : 2016